# Jesualdo Ferreira
Manuel Jesualdo Ferreira (Mirandela, 24 de mayo de 1946) es un entrenador de fútbol portugués. Actualmente está libre.

## Carrera como entrenador
Ferreira fue el asistente del seleccionador nacional portugués en la década de 1990, y entrenador de la sub-21 hasta la temporada 1999-2000. Llegó a la 12.ª posición con el Alverca, en la temporada 2000-2001.

#### SL Benfica
Fue segundo entrenador en el SL Benfica, desde 2001, terminando como entrenador en 2002, y se mantuvo a cargo del equipo de las "Águilas" hasta el mes de noviembre de 2002, cuando fue sustituido por José Antonio Camacho y regresó a su posición como entrenador asistente.

#### SC Braga
El 19 de abril de 2003, Braga contrató a Ferreira para dirigir al equipo, entonces al borde del descenso. Llevó a club al puesto N°14, solo dos puntos por encima de la zona de descenso. En las temporadas 2003-04, 2004-05 y 2005-06, Braga hizo fantásticas rachas de liga y con jugadores como João Tomás y Wender, luchó por el título en 2004-05. Braga alcanzó el quinto lugar (2003-04) y dos veces en el cuarto lugar (2004-05 y 2005-06). 

#### Boavista
En el verano de 2006, firma por el Boavista FC, pero el 16 de agosto renunció al cargo a fin de firmar un contrato de un año con el FC Porto. El presidente del FC Porto Jorge Nuno Pinto da Costa anunció oficialmente que Jesualdo Ferreira sería el nuevo entrenador del equipo el 18 de agosto, el mismo día que firmó el contrato.

#### Oporto
Su carrera en el FC Porto estaría cargada de buenos resultados. A pesar de haber llevado 6 títulos a Oporto, fue objeto de críticas por no dar a los jóvenes jugadores más oportunidades. Dejó la entidad en mayo de 2010.

#### Málaga
El 28 de junio de 2010, fue presentado como nuevo técnico del Málaga Club de Fútbol, adquirido por el jeque Abdullah ben Nasser Al Thani, perteneciente a la familia real de Catar. El 2 de noviembre de ese mismo año fue destituido tras solo 9 jornadas de Liga con el equipo malaguista, dejándole en puestos de descenso.

#### Panathinaikos
Luego, Ferreira fue contratado por el club griego Panathinaikos y firmó un contrato de 18 meses el 20 de noviembre de 2010. Tras su amor por el equipo, Ferreira se mantuvo como entrenador del equipo griego a pesar de los problemas económicos y el parón en el funcionamiento del equipo. Después de no clasificarse para la Liga de Campeones 2011-12 en la tercera ronda de clasificación, mantuvo el espíritu y las creencias y tuvo al club primero en la primera ronda de la Superliga y en el segundo puesto en los playoffs. Posteriormente, a Ferreira se le ofreció un nuevo contrato 2 años, pero luego renunció a su cargo el 14 de noviembre de 2012.

#### Sporting de Portugal
Un mes después de que Ferreira renunciara al Panathinaikos, el Sporting Clube de Portugal lo contrató para un puesto administrativo en el que dirigiría todos los equipos de fútbol del club. Sin embargo, el 7 de enero de 2013, después de que el club portugués despidiera a su entrenador Franky Vercauteren tras una larga serie de resultados mediocres, Ferreira fue nombrado su reemplazo y terminaría el campeonato en 6.º puesto. Apenas unos meses después, el 20 de mayo, Leonardo Jardim fue anunciado como nuevo entrenador del club lisboeta; en consecuencia, Ferreira fue inmediatamente despedido.

#### SC Braga
En mayo de 2013, Ferreira fue elegido por el presidente del club de Braga, António Salvador, para administrar el club y liderar la reorganización del equipo profesional después de una temporada decepcionante que terminó con la no clasificación para la Liga de Campeones 2013-14. Ferreira, que anteriormente se desempeñó como el primer entrenador de Salvador en su mandato presidencial en 2003, se convirtió en el primero en entrenar al equipo en dos ocasiones diferentes con Salvador. En febrero, tras un empate ante Arouca en el Estadio Municipal de Braga, Ferreira abandonó el club por la racha de malos resultados, a pesar de que el equipo ocupaba el 7.º puesto de la clasificación.

#### Zamalek
En febrero de 2015, se incorporó al Zamalek Sporting Club de Egipto. Llevó al club a su 12º título de la Premier League egipcia, su primer título de liga desde 2004, y llevó al club a ganar un doblete nacional al vencer al Al-Ahly por 2-0 en la final de la Copa de Egipto. Sin embargo, no pudo repetir esta hazaña nuevamente en la Supercopa de Egipto, ya que perdió 3-2 ante su archirrival. Ferreira renunció a Zamalek el 21 de noviembre de 2015.

#### Al-Sadd

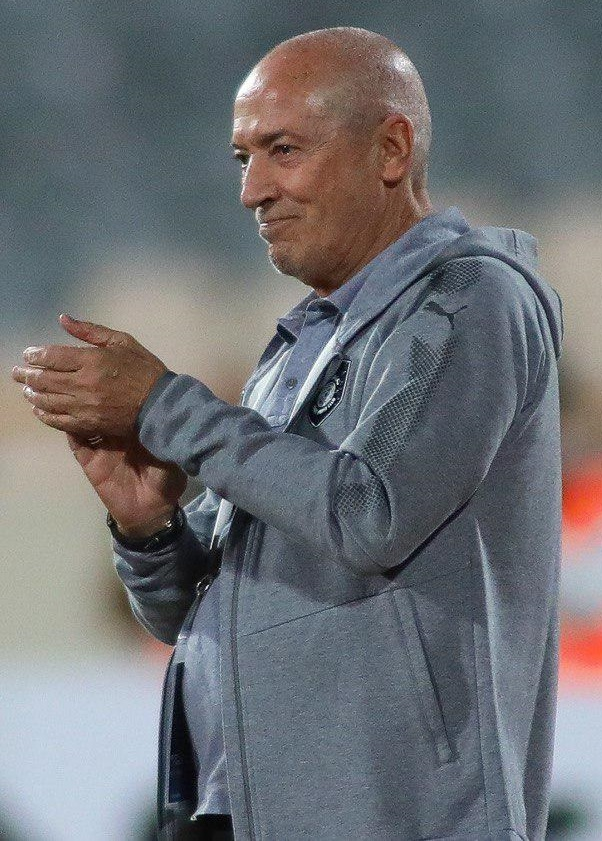
Ferreira en acción con el Al-Sadd en 2019

El 28 de noviembre de 2015, Ferreira fue nombrado entrenador del Al-Sadd, por un contrato de seis meses con opción a un año más. Habiendo ganado la Qatar Stars League 2018-19 con un partido por jugar, dejó el equipo en mayo y fue reemplazado por Xavi.

#### Santos
El 23 de diciembre de 2019, fue contratado por el Santos Futebol Clube y firmó un contrato por un año. El 5 de agosto de 2020 fue destituido luego de quedar eliminado en el Campeonato Paulista, siendo sustituido por Cuca.

#### Boavista
El 14 de diciembre de 2020, Ferreira se incorporó a su primer trabajo en Portugal durante más de seis años, reemplazando a Vasco Seabra en Boavista hasta junio de 2022. Ayudó al club a evitar cualquier amenaza de descenso en el último día de la temporada y se convirtió en el entrenador de mayor edad en la Primeira Liga, y el campeonato concluyó justo antes de cumplir los 75 años. Aceptó terminar su contrato un año antes en junio de 2021, para permitir que el club trajera a João Pedro Sousa.

#### Zamalek
El 8 de marzo de 2022, regresa al Zamalek Sporting Club de Egipto hasta junio de 2023, siendo su segunda etapa en el club egipcio. El 24 de enero de 2023, fue despedido de su cargo después de una derrota por 2-1 contra Ghazl El-Mahalla. Ocho días después, regresó como entrenador del Zamalek. El 22 de marzo, fue despedido por segunda vez en la misma temporada después de una derrota por 2-0 contra el CR Belouizdad, que resultó en la eliminación del club en la Liga de Campeones de la CAF.

## Trayectoria como entrenador
| Club                         | País      | Año       |
| ---------------------------- | --------- | --------- |
| Rio Maior                    | Portugal  | 1981-82   |
| Torreense                    | Portugal  | 1982-84   |
| Académica de Coimbra         | Portugal  | 1984-85   |
| Atlético                     | Portugal  | 1984-86   |
| Torreense                    | Portugal  | 1986-90   |
| Estrela Amadora              | Portugal  | 1990-92   |
| FAR Rabat                    | Marruecos | 1995-96   |
| Selección sub-21 de Portugal | Portugal  | 1996-2000 |
| Alverca                      | Portugal  | 2000-01   |
| Benfica                      | Portugal  | 2001-03   |
| SC Braga                     | Portugal  | 2003-06   |
| FC Porto                     | Portugal  | 2006-10   |
| Málaga CF                    | España    | 2010      |
| Panathinaikos                | Grecia    | 2010-2012 |
| Sporting CP                  | Portugal  | 2013      |
| SC Braga                     | Portugal  | 2013-2014 |
| Zamalek                      | Egipto    | 2015      |
| Al-Sadd                      | Catar     | 2015-2019 |
| Santos                       | Brasil    | 2020      |
| Boavista Futebol Clube       | Portugal  | 2020-2021 |
| Zamalek                      | Egipto    | 2022-2023 |

## Palmarés

### Como entrenador

#### Campeonatos nacionales
| Título                              | Club               | País     | Año     |
| ----------------------------------- | ------------------ | -------- | ------- |
| Primeira Liga                       | Fútbol Club Oporto | Portugal | 2006-07 |
| Primeira Liga                       | Fútbol Club Oporto | Portugal | 2007-08 |
| Primeira Liga                       | Fútbol Club Oporto | Portugal | 2008-09 |
| Copa de la Liga de Portugal         | Fútbol Club Oporto | Portugal | 2008-09 |
| Supercopa de Portugal               | Fútbol Club Oporto | Portugal | 2008-09 |
| Copa de la Liga de Portugal         | Fútbol Club Oporto | Portugal | 2009-10 |
| Premier League de Egipto            | Zamalek            | Egipto   | 2014-15 |
| Copa de Egipto                      | Zamalek            | Egipto   | 2014-15 |
| Copa Príncipe de la Corona de Catar | Al-Sadd            | Catar    | 2016-17 |
| Copa del Emir de Catar              | Al-Sadd            | Catar    | 2017    |
| Supercopa de Catar                  | Al-Sadd            | Catar    | 2017    |
| Liga de fútbol de Catar             | Al-Sadd            | Catar    | 2018-19 |
| Copa de Egipto                      | Zamalek            | Egipto   | 2020-21 |
| Premier League de Egipto            | Zamalek            | Egipto   | 2021-22 |